# 法心理学
法心理学（ほうしんりがく、英: forensic psychology、フォレンジック・サイコロジー）または司法心理学とは法科学の一種で、心理学と司法制度が交差する幅広い範囲を扱う。

## 用語
法科学（Forensic sciences）の諸分野において頭に付けられる「フォレンジック（“Forensic”）」（形容詞）は、ラテン語の“forēnsis”つまり「フォーラム（広場）」に由来している。ローマ帝国時代、「起訴」とは、ローマ市街の中心にあるフォロ・ロマーノで聴衆を前に訴状を公開することであった。被告と原告はともに自らの主張を行い、よりよい主張をしてより広く受け入れられたものが裁判において判決を下すことができた。この起源は、現代における“forensic”という語の２つの用法のもとになっている。一つ目は「法的に有効な」という意味、そして２つ目が「公開発表の」という意味の形容詞である。

## 概要
法心理学の役割として、具体的には、起訴にあたっての責任能力鑑定、自白供述や目撃証言などについて当時の心理状態に関する専門家証人として裁判に参加、または犯罪抑止の研究（犯罪心理学）、犯罪の加害者の矯正・更生支援、被害者支援（被害者学）、親権問題、および犯罪捜査支援（捜査心理学・犯罪者プロファイリング）などが挙げられる。
ただ、アメリカ等と比較すると、法科学自体、現状まだ日本ではなじみが薄く、「法と心理学会」は2000年、その設立趣意書で「諸外国に目を向ければ、法学と心理学とが広範な領域で積極的に研究交流を展開し、組織的な研究基盤も確立されており、社会的な役割を果たしています。日本においても、このような学際的な研究交流と研究活動の組織化は緊急の課題である」とした。